# Craseomys regulus
Craseomys regulus este o rozătoare endemică în Peninsula Coreeană. Trăiește într-o vizuină subterană, ieșind din aceasta noaptea pentru a se hrăni cu iarbă, semințe și cu alte plante. Uniunea Internațională pentru Conservarea Naturii a clasificat această specie ca fiind neamenințată cu dispariția.

## Taxonomie
Zoologul britanic Oldfield Thomas a descris această specie în anul 1907 ca Craseomys regulus. A fost transferată mai târziu în genul Myodes, devenind Myodes regulus, dar multe autorități taxonomice o considerau o subspecie a Myodes rufocanus (Craseomys rufocanus). Myodes a fost ulterior considerat un sinonim junior, iar specia a fost plasată din nou în Craseomys. O analiză moleculară a arătat că este o specie distinctă.

## Descriere
Craseomys regulus are o lungime a capului și a corpului de aproximativ 110 mm, iar a cozii de circa 42–51 mm. Un adult cântărește cam 23–39 g. Urechile sunt mari și sunt acoperite cu blană scurtă, iar părul de pe corp este moale și fin. Blana de pe spate este maro-roșiatică, coastele maro-gri iar abdomenul maro. Coada este bicoloră, fiind închisă la culoare în partea de sus și deschisă la culoare în partea de jos. Se distinge de Craseomys rufocanus prin faptul că are spatele mai roșiatic și coada în general mai lungă.

## Răspândire
Specia Craseomys regulus este endemică în Peninsula Coreeană. Arealul său cuprinde habitate ca pădurile montane, pădurile de bambus, coastele de deal acoperite de arbuști, versanții stâncoși, pajiștile accidentate și malurile râurilor.

## Comportament și reproducere
Specia Craseomys regulus este preponderent nocturnă și este erbivoră, hrănindu-se cu materie vegetală precum ierburile și semințele. Trăiește sub pământ, într-un sistem mare de tuneluri adânci. Este o specie sociabilă, care transmite semnale de alarmă pentru a alerta alte animale în caz de pericol. Dintre prădătorii acestei specii fac parte vulpea, jderul, mamifere din genul Mustela, câinele enot, bufnița, păsări răpitoare și șarpele. Reproducerea are loc de 3–5 ori pe an, cu 3–4 pui născuți după o perioadă de gestație care durează circa 23 de zile.

## Stare de conservare
C. regulus nu este amenințată în mod deosebit, fiind o specie adaptabilă, așa că Uniunea Internațională pentru Conservarea Naturii a clasificat această specie ca fiind neamenințată cu dispariția.